# Nebezpečná metoda (kniha)
Nebezpečná metoda: Příběh Junga, Freuda a Sabiny Spielreinové (v anglickém originále A Most Dangerous Method) je monografie amerického spisovatele Johna Kerra z roku 1993 o počátcích a vývoji psychoanalýzy a o vztazích mezi jejími zakladateli.

## Vznik díla
John Kerr provedl výzkum na základě nově objevených dokumentů v polovině 70. let 20. století, kdy ve sklepení jednoho ženevského domu byla objevena bedna s dokumenty. Poté zkoumal 8 let vztah mezi Sigmundem Freudem, Carlem Gustavem Jungem a Sabinou Spielreinovou a vytvořil nový příběh o zrodu psychoanalýzy.

## Adaptace
V roce 2011 natočil režisér David Cronenberg film Nebezpečná metoda, který je adaptací divadelní hry The Talking Cure z roku 2002, jež vznikla podle Kerrovy knihy.